# Shahrestān di Semirom
Lo shahrestān di Semirom (farsi شهرستان سمیرم) è uno dei 24 shahrestān della provincia di Esfahan, in Iran. Il capoluogo è Semirom. Lo shahrestān è suddivisa in 2 circoscrizioni (bakhsh):
- Centrale (بخش مرکزی)
- Padana (بخش پادنا), con capoluogo Kameh.